# Площадь Бабушкина (Вологда)
Площадь Ба́бушкина — привокзальная площадь в Вологде. Названа в честь революционера-большевика Ивана Васильевича Бабушкина, уроженца Вологодской губернии.
По периметру площади находятся железнодорожный вокзал Вологда-1, автовокзал, здание Почты России. В центре площади озеленённая территория и парковочная зона без разметки.

## История

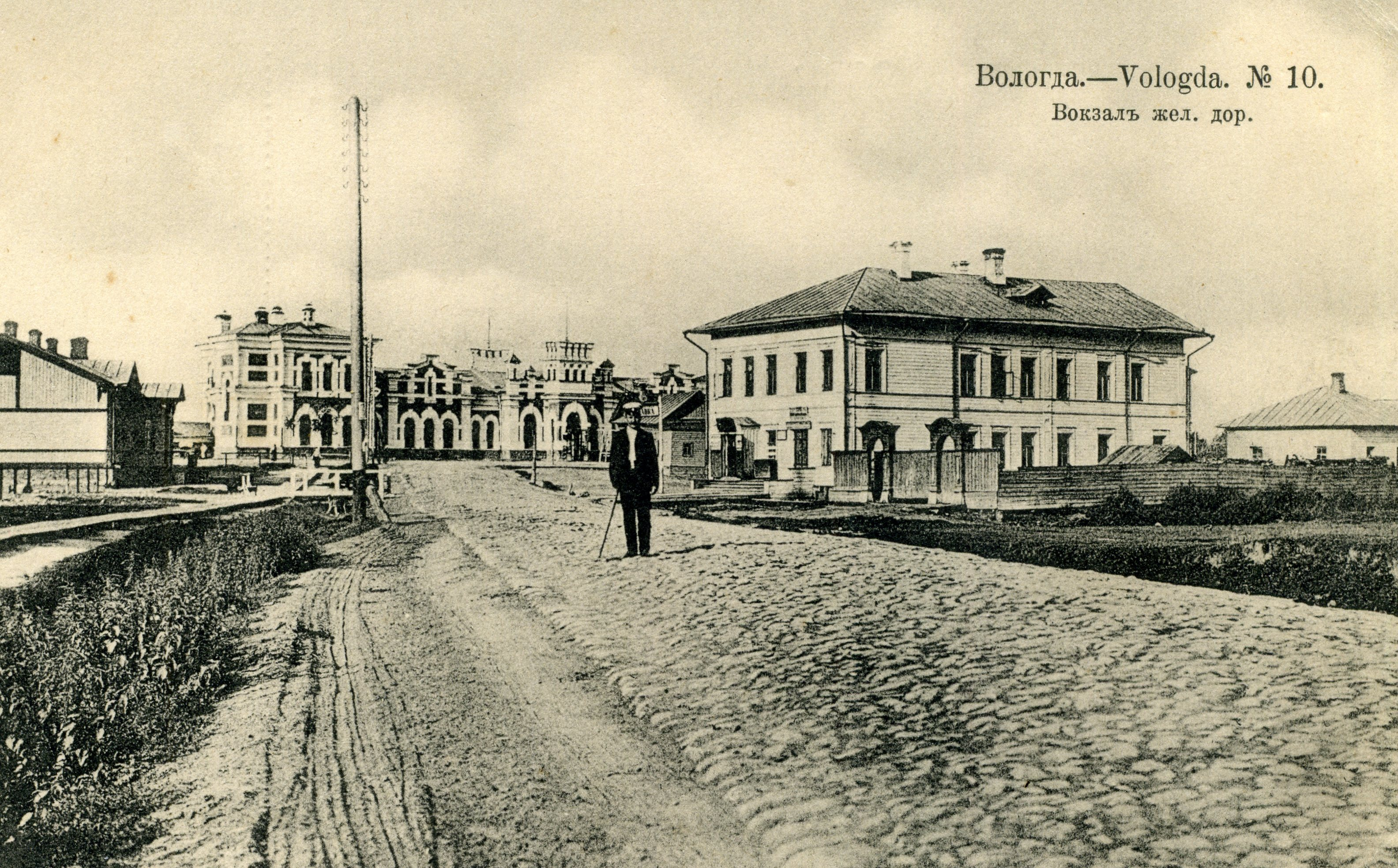
Вид на площадь и вокзал с Желвунцовской улицы.

Изначально площадь называлась Привокзальной (Вокзальной). В период революции 1905—1907 годов на площади происходили митинги. Обычно после каждого митинга участники организованно шли по Желвунцовской улице (ныне Зосимовская улица) в город.
26 июня 1934 года на площади состоялся митинг, на котором тысячи жителей встречали экипаж парохода «Челюскин».
В июле 1955 года на площади закончено строительство 45-квартирного жилого дома.
В 1956—1957 году переименована в площадь Шмидта, в память о скончавшемся в сентябре 1956 года математика и исследователя О. Ю. Шмидта.
В начале 1960-х началась реконструкция привокзальной территории. Напротив железнодорожного вокзала на месте старых строений были построены пятиэтажные дома.
В 1970 году был построен новый автовокзал.
В январе 1973 года переименована в площадь Бабушкина, к столетию со дня рождения революционера-большевика И. В. Бабушкина. В 1987 году местные власти также установили в городе памятник И. В. Бабушкину.

## Транспорт
Городские маршруты
- автобусы: 1, 6, 28, 37
- троллейбус 4.

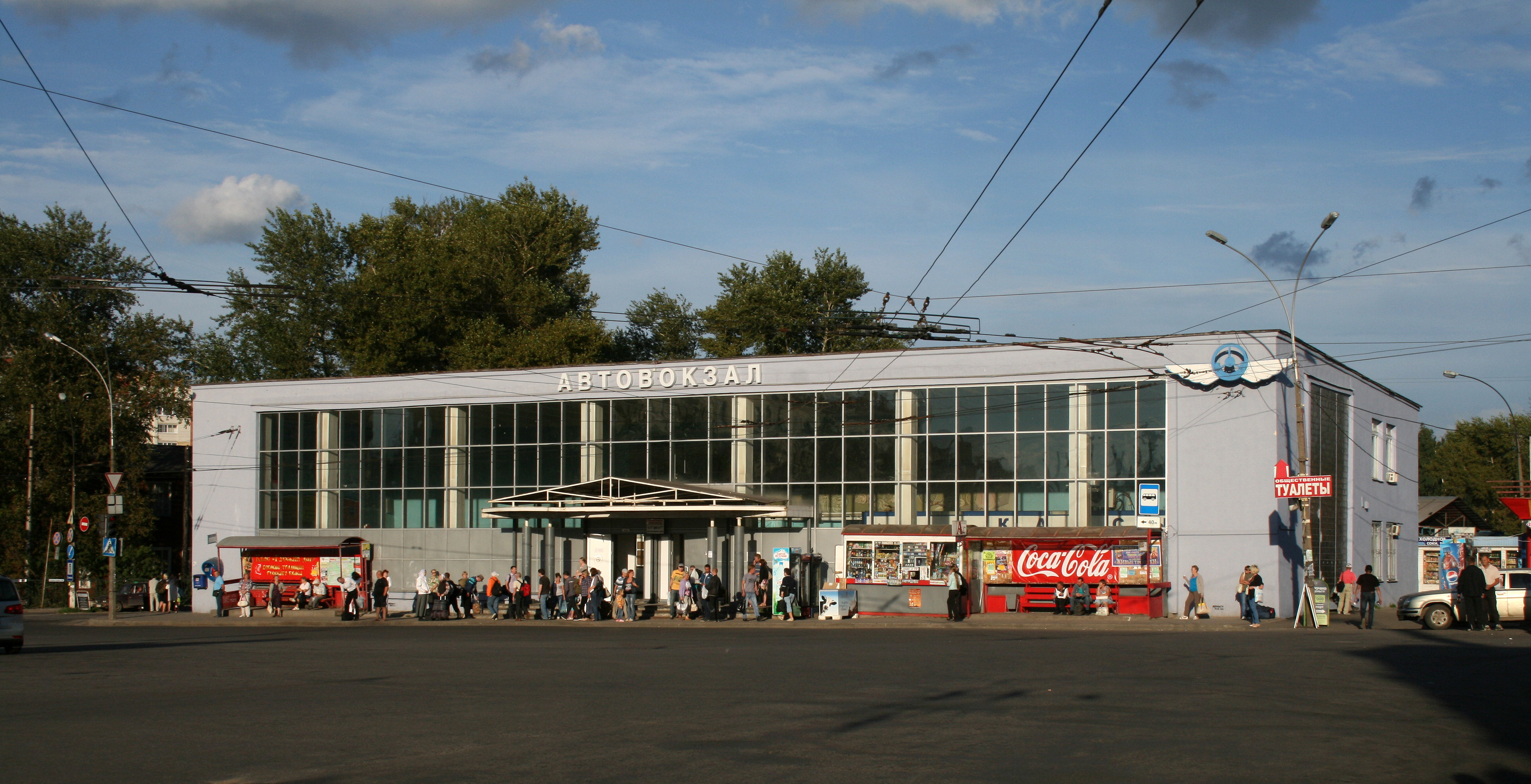
Автовокзал «Вологда», 2013 год

- маршрутки: 5, 7, 11, 14, 23, 29, 30, 35, 40